# Kabinett Marcos I

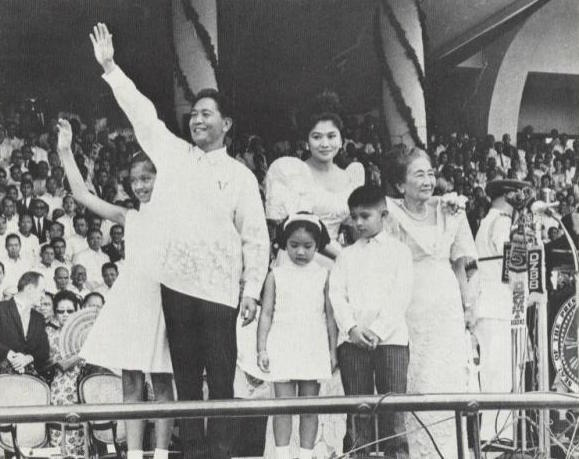
Ferdinand Marcos mit seiner Ehefrau Imelda Marcos und seiner Familie bei der ersten Vereidigung zum Präsidenten der Philippinen am 30. Dezember 1965

Das Kabinett Marcos I wurde auf den Philippinen von Ferdinand Marcos am 1. Januar 1966 gebildet, nachdem er am 30. Dezember 1965 als Nachfolger von Diosdado Macapagal das Amt des Präsidenten der Philippinen angetreten hatte. Nachdem er am 11. November 1969 wiedergewählt und am 30. Dezember 1969 für eine zweite Amtszeit vereidigt worden war, bildete er am 1. Januar 1970 das Kabinett Marcos II.

## Geschichte und Politik der ersten Regierung Marcos

### Entwicklung der Wirtschaft und Infrastruktur

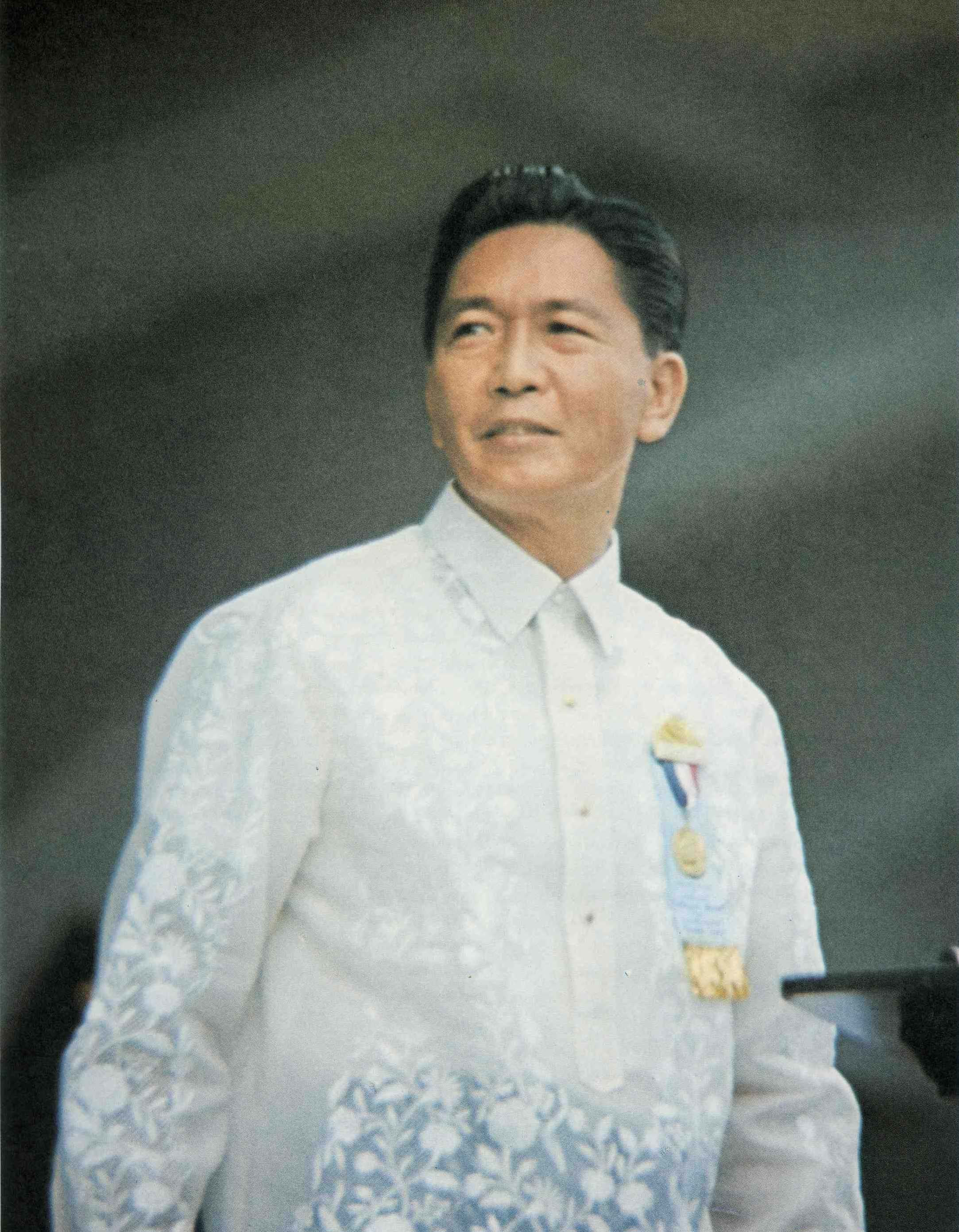
Präsident Marcos auf einem offiziellen Porträt

Ferdinand Marcos war ursprünglich Mitglied der Liberal Party (Partido Liberal ng Pilipinas) und vertrat diese seit 1949 zunächst als Mitglied im Repräsentantenhaus sowie anschließend seit 1959 im Senat. 1964 wechselte er zur Nationalistischen Partei (Nacionalista Party) und wurde deren Präsidentschaftskandidat. Seine Ehefrau Imelda Marcos und deren Freundinnen (Blue Ladies) unterstützten seinen Wahlkampf. Sein populärer Wahlkampfspruch „Diese Nation kann wieder groß sein“ (‚This Nation can be great again‘) gewann die Herzen der Filipinos. Bei der Wahl am 9. November 1965 verlor Amtsinhaber Diosdado Macapagal (3.187.752 Stimmen, 42,88 Prozent) von der Liberal Party, während Marcos (3.861.324 Stimmen, 51,94 Prozent) von der Nacionalista Party mit deutlicher Mehrheit gewann.
Die mehr als 40 Millionen Filipinos wollten zu dieser Zeit sehen, ob die Regierung 20 Jahre nach der Kapitulation Japans, der ehemaligen Besatzungsmacht während des Zweiten Weltkrieges, zur Zeit des aufkommenden Vietnamkrieges sowie Unruhen im Land in der Lage war, Frieden und Harmonie in der Gesellschaft wieder herzustellen, zumal bereits der „Wahlkampf“ von Ausschreitungen gekennzeichnet war. Marcos sah sich zu Beginn seiner ersten Amtszeit der enormen Aufgabe ausgesetzt, die sozialen und wirtschaftlichen Bedingungen des Landes umzustrukturieren. Vor dem Beginn seiner Amtszeit war die Staatskasse aufgrund hoher Regierungsausgaben in erster Line leer. Die Philippine National Bank (PNB), die sich im Eigentum der Regierung befand, war nahezu insolvent wegen unbezahlter Kredite von Regierungsgesellschaften, die mehr als 400 Millionen Peso betrugen. Dem Kabinett Marcos gelang eine Stabilisierung der Regierungsfinanzen durch die effektive Einnahme von Steuern sowie durch den Erhalt von Krediten von ausländischen Banken und Regierungen.
Um die Selbstversorgung mit Reis und Mais zu erreichen, wurden finanzielle Hilfen und technologische Unterstützung für die Landwirte ausgeweitet. Die Hilfe im Bereich der Landwirtschaft wurde von der Regierung durch den Bau von weiteren Bewässerungssystem, den Anbau der Hochertragssorte IR8, des sogenannten „Wunderreis“ (‚Miracle Rice‘), und anderen schnell wachsenden Reissorten angeboten. Die „Wunderreis“ trieb die Grüne Revolution in mehreren Ländern der Dritten Welt an. Daneben folgte wegen der Bedürfnisse der wachsenden Bevölkerung der Bau von Straßen, Brücken, Schulgebäuden und anderer Gebäude wie des im September 1966 eröffneten Cultural Center of the Philippines (CCP), einem Gebäudekomplex, in dem sich ein Theater für darstellende Kunst, Museum und eine Kunstbibliothek befinden. Ferner trafen auch energische Aktionen gegen Schmuggel, Entführungen, Drogenhandel und andere kriminelle Vereinigungen die Zustimmung der Bevölkerung, nachdem der Zustand von Recht und Ordnung durch ein alarmierendes Wachstum von Kriminalität gefährdet war. Insgesamt war die erste Amtszeit des Präsidenten von einer schnellen Entwicklung, wirtschaftlichem Fortschritt sowie einer Öffnung der Wirtschaft geprägt, wenngleich die durchgeführte Landreform nicht sehr erfolgreich war und große Summen von dem Programm zur Verbesserung der Infrastruktur verschlungen wurden.

### Vietnamkrieg und Manila-Gipfel 1966

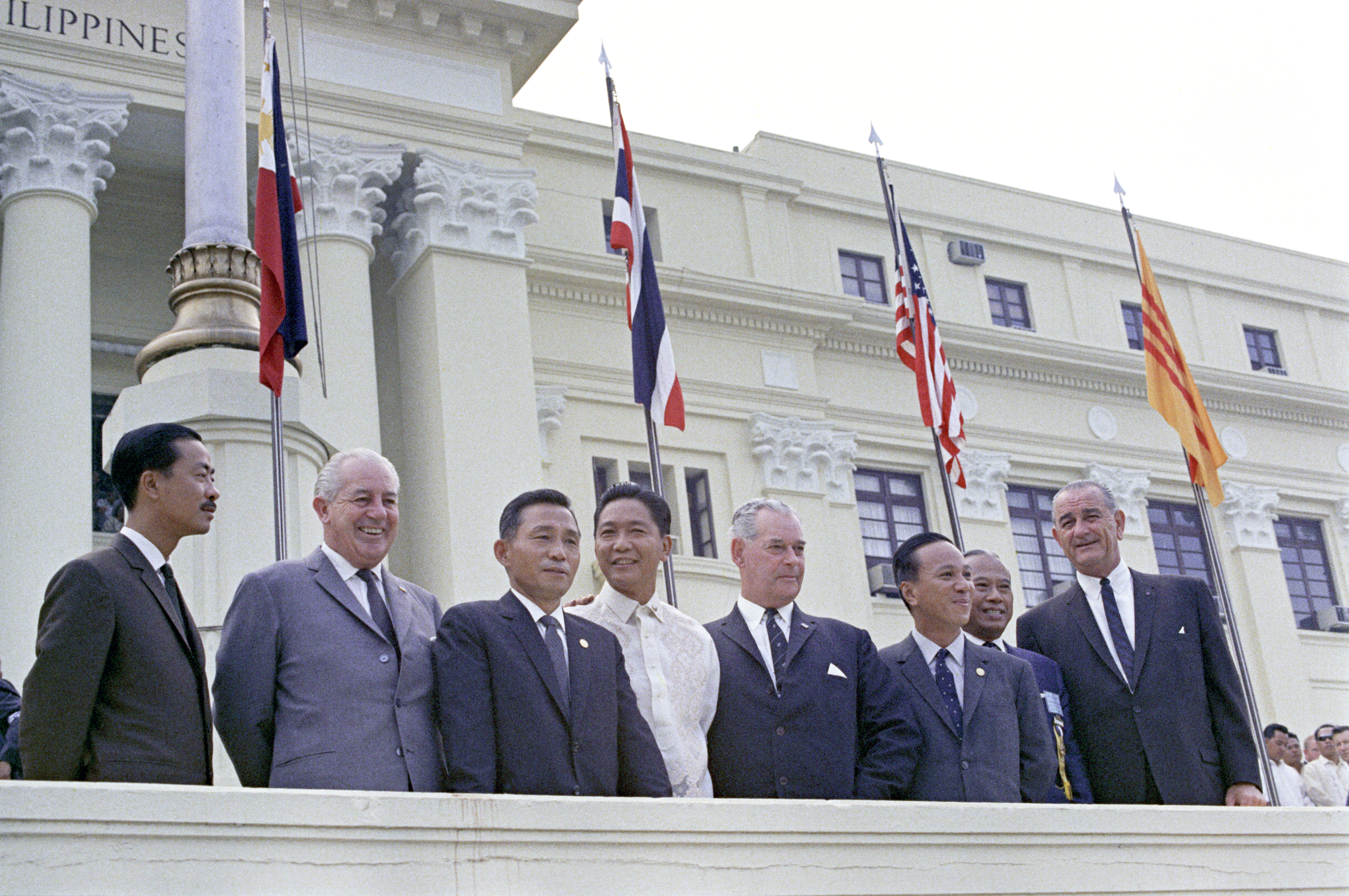
Treffen der Staats- und Regierungschefs der SEATO-Staaten in Manila 1966 mit Präsident Marcos (4. v. l.)

Zum anderen traf Präsident Marcos während seiner ersten Amtszeit Anordnungen, die von Vertretern der Opposition kritisiert wurden. So gewährte er beispielsweise überraschend den USA militärische Unterstützung im Vietnamkrieg, obwohl er noch Ende 1964 als Präsident des Senats das Gesetz zur Billigung der Entsendung eines Militäringenieurbataillons nach Südvietnam abgelehnt hatte. Dabei hatte er erklärt, dass die Entsendung von philippinischen Kampftruppen in den Krieg verfassungswidrig sei, da die damals noch geltende Verfassung von 1935 Krieg als ein Instrument nationaler Politik ablehnte.
Nicht weniger als 3.000 Jugendliche demonstrierten am ersten Tag des Gipfeltreffens der Southeast Asia Treaty Organization (SEATO) in Manila, das vom 24. bis zum 25. September 1966 stattfand. Sie versammelten sich in der Nähe der US-Botschaft und dem Manila Hotel, in dem US-Präsident Lyndon B. Johnson residierte. Sie prangerten die Teilnahme des Landes am Vietnamkrieg ebenso so an wie die Amtsmissbräuche und Brutalität der Polizei, die auf dem Höhepunkt des politischen Protests die Beherrschung verlor. Die Polizei reagierte mit Anzeigen gegen 41 Studenten wegen des Friedensbruchs und Übergriffen. Marcos ordnete die Aufhebung der Anzeigen gegen die Studenten zur Befriedung der Ordnung an. Der Gipfel wurde zur Beilegung des Vietnamkrieges unter Beteiligung von Delegierten aus den USA, Philippinen, Thailand, Australien, Neuseeland, Südvietnam und Südkorea abgehalten. Die Konferenz hatte die Vorbereitung von drei Dokumenten zum Ergebnis: ein gemeinsames Kommuniqué, eine Erklärung zu Frieden und Fortschritt in Asien und dem Pazifikraum sowie die Ziele der Freiheit.
Das gemeinsame Kommuniqué betraf die Zusammenfassung der Diskussionen der sieben beteiligten Staaten mit der Betonung der Bedingungen für Südvietnam, die Suche nach Frieden, wirtschaftliche Stabilität und Fortschritt. Die Erklärung zu Frieden und Fortschritt in Asien und dem Pazifikraum beinhaltete unter anderem die Vorstellung, dass Aggression keinen Erfolg haben dürfe und die Fesseln von Armut, Analphabetentum und Krankheit gebrochen werden müssen. Des Weiteren sollten demnach die wirtschaftliche, soziale und kulturelle Zusammenarbeit innerhalb des Asien- und Pazifikraums gestärkt werden sowie Versöhnung und Frieden innerhalb Asiens geben müsse. Das dritte Dokument, „The Goals of Freedom“, beinhaltete eine Verpflichtung, die im zweiten Dokument genannten Vorstellungen zu erreichen. Marcos setzte erfolgreich durch, dass die Hilfe für Südvietnam nicht als militärische, sondern als wirtschaftliche und soziale Unterstützung in das Kommuniqué aufgenommen wurde. Jede philippinische Erhöhung der Hilfen für Südvietnam konnten somit als vereinbar mit der Verfassung und den ethischen Werten des Kongresses angesehen werden.

### MNLF und NPA
In den 1960er ließ Marcos mutmaßlich eine aus jungen Muslimen bestehenden militärische Kampfeinheit gründen, um Sabah, einen der Bundesstaaten Malaysias, gewaltsam einzunehmen. Diese Invasion fand allerdings nicht statt. Die dutzenden jungen muslimischen Rekruten wurden von ihren Kommandeuren am 18. März 1968 auf der Insel Corregidor ermordet. Dies führte zu einer Eskalation im Süden des Landes sowie schließlich zur Gründung der Nationalen Befreiungsfront der Moros MNLF (Moro National Liberation Front) durch Abul Khayr Alonto und Jallaludin Santos führte.
Am 29. März 1969 begründete ein radikaler Flügel der Hukbalahap, einer bereits zur Zeit des Zweiten Weltkrieges gegründeten antijapanischen Widerstandsbewegung, unter Führung von José María Canlás Sison und Bernabe Buscayno die Neue Volksarmee NPA (New People’s Army) als militärischen Flügel der Kommunistischen Partei (Partido Komunista ng Pilipinas). Diese suchte ein Bündnis mit dem liberalen Bürgertum und der linkskatholischen Studentenschaft.
In der anhaltenden Krise stellte sich Marcos zur Wiederwahl für das Präsidentenamt am 11. November 1969.

## Kabinettsmitglieder Januar 1966 bis Dezember 1969
| Amt                                                              | Amtsinhaber                                                                                                  | Amtszeit / Anmerkungen                                              |
| ---------------------------------------------------------------- | --- | ------------------------------------------------------------------- |
| Präsident                                                        | Ferdinand Marcos                                                                                             | Januar 1966                                                         |
| Vizepräsident                                                    | Fernando López                                                                                               | Januar 1966                                                         |
| Exekutivsekretär                                                 | Rafael Montinola Salas N. N. Ernesto Maceda                                                                  | Januar 1966 August 1969 Oktober 1969                                |
| Nationaler Wirtschaftskoordinator                                | Constancio Castañeda                                                                                         | Januar 1966                                                         |
| Administrator für Zivilluftfahrt                                 | Oberst Nilo De Guia Francisco Paguio (kommissarisch) Frederico Ablan                                         | Januar 1966 März 1969 April 1969                                    |
| Administrator für Soziale Wohlfahrt                              | Francisco Remotigue Gregg Feliciano                                                                          | Januar 1966 September 1967                                          |
| Minister für Landwirtschaft und Natürliche Ressourcen            | Fernando Lopez                                                                                               | Januar 1966                                                         |
| Minister für Handel und Industrie                                | Marcelo Balatbat Leonides Virata                                                                             | Januar 1966 März 1969                                               |
| Bildungsminister                                                 | Carlos Romulo Onofre Corpuz                                                                                  | Januar 1966 März 1969                                               |
| Finanzminister                                                   | Eduardo Romualdez                                                                                            | Januar 1966                                                         |
| Außenminister                                                    | Narciso Ramos Carlos Romulo                                                                                  | Januar 1966 März 1969                                               |
| Minister für Allgemeine Angelegenheiten                          | Vicente Duterte Salih Ututalum                                                                               | Januar 1966 März 1969                                               |
| Gesundheitsminister                                              | Paulino Garcia Amadeo Cruz                                                                                   | Januar 1966 März 1969                                               |
| Justizminister                                                   | Jose Yulo Claudio Teehankee Juan Ponce Enrile                                                                | 1966 September 1967 März 1969                                       |
| Arbeitsminister                                                  | Emilio Espinosa Blas Ople                                                                                    | Januar 1966 November 1967                                           |
| Minister für Nationale Verteidigung                              | Ferdinand Marcos General Ernesto Mata                                                                        | Januar 1966 März 1967                                               |
| Minister für öffentliche Arbeiten und Kommunikation              | Antonio Raquiza Rene Espina                                                                                  | Januar 1966 Mai 1969                                                |
| Pressesekretär                                                   | Jose Aspiras Francisco Tatad                                                                                 | Januar 1966 Oktober 1969                                            |
| Kommissar für Zölle                                              | Oberst Jacinto Gavino Juan Ponce Enrile Rolando Geotina                                                      | Januar 1966 Dezember 1966 (kommissarisch) März 1969 (kommissarisch) |
| Kommissar für Steuern                                            | Misael Vera                                                                                                  | Januar 1966                                                         |
| Kommissar für Nationale Integration                              | Mamintal Tamano Mama Sinsuat                                                                                 | Januar 1966 November 1969                                           |
| Vorsitzender des Nationalen Wirtschaftsrates                     | Filemon Rodriguez Rafael Montinola Salas (kommissarisch) Alfonso Catalang Placido Mapa, Jr. Marcelo Balatbat | Januar 1966 Oktober 1966 Dezember 1966 August 1968 März 1969        |
| Vorsitzender der Nationalen Zollkommission                       | Montano Tejam Razon Haresco                                                                                  | August 1967 Amt neu geschaffen Mai 1969                             |
| Präsidialassistent für Gemeindeentwicklung                       | Ernesto Maceda                                                                                               | Januar 1966                                                         |
| Gouverneur der Landbehörde                                       | Conrado Estrella                                                                                             | Januar 1966                                                         |
| Direktor der Nationalen Agentur für Geheimdienstkoordinierung    | Generalmajor Ismael Lapuz                                                                                    | Januar 1966                                                         |
| Direktor des Nationalen Büros für Ermittlungen                   | Serafin Piedad Fausto Jolly Bugarin                                                                          | Januar 1966 September 1967                                          |
| Direktor der Präsidialagentur für Reformen und Regierungshandeln | Bartolome Cabanbang                                                                                          | Januar 1966 August 1967 Amt abgeschafft                             |
| Administratorin der Nationalen Baumwollentwicklungsbehörde       | Pacita Gonzalez                                                                                              | November 1969 Amt neu geschaffen                                    |

## Hintergrundliteratur
- Maria Christine N. Halili: Philippine History. 2. Auflage. 2014, ISBN 978-971-23-5636-0, S. 214 ff.
- Philippinen seit 1946. In: Der große Ploetz. Die Enzyklopädie der Weltgeschichte. Vandenhoeck & Ruprecht, Göttingen 2008, ISBN 978-3-525-32008-2, S. 1773 ff.